# Greci, Tulcea
Greci (în trecut Soğanlik) este satul de reședință al comunei cu același nume din județul Tulcea, Dobrogea, România.